# Zaćmienie Słońca z 11 sierpnia 1999

Całkowite zaćmienie Słońca we Francji 11 sierpnia 1999

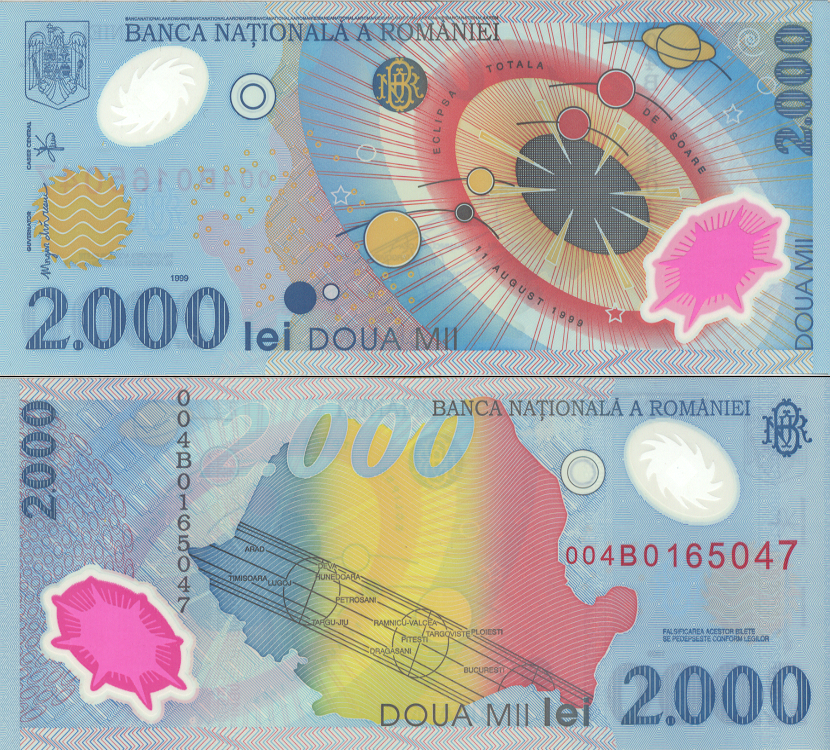
Rumuński banknot 2000 lei z mapą pasa całkowitego zaćmienia Słońca w Rumunii.

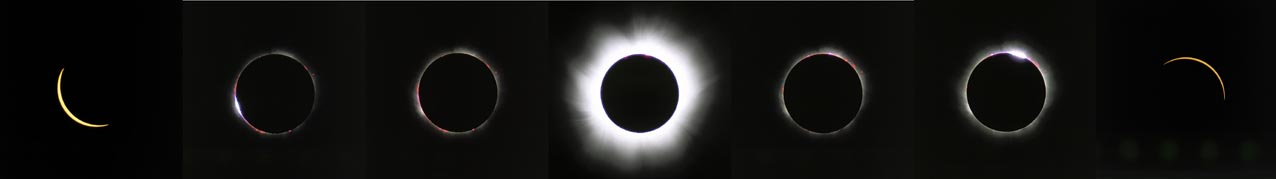

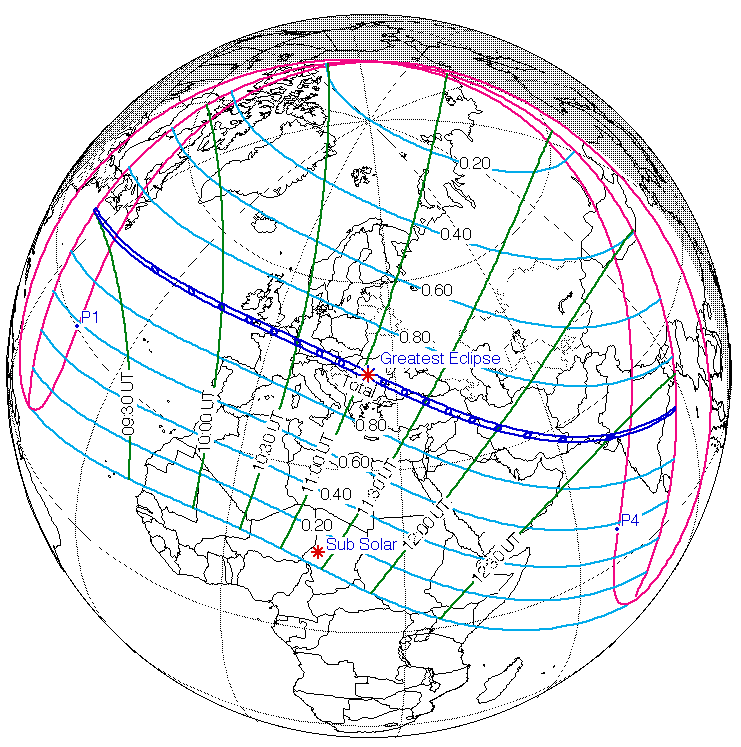

Zaćmienie Słońca z 11 sierpnia 1999 – ostatnie całkowite zaćmienie Słońca w XX wieku. Widoczne było w Walii, Francji, Belgii, południowych Niemczech, Austrii, na Węgrzech, w Rumunii, Bułgarii i w Turcji, następnie w Iraku, Iranie, Pakistanie (Karaczi), Indiach.
Rozpoczęło się o godzinie 9:32 UTC, kiedy Księżyc zaczął zakrywać tarczę słoneczną, cień Księżyca widoczny był wówczas na północnym Atlantyku – w okolicach Grenlandii. Pełne zaćmienie, trwające – w zależności od położenia geograficznego – do 2m23s nastąpiło o 10:10 UTC koło Plymouth, 10:20 UTC w okolicach Hawru, 10:30 UTC – Saarbrücken, o 10:41 UTC w pobliżu Salzburga, 10:45 UTC w rejonie Leoben, o 10:50 – nad Balatonem; maksimum przypadało na 10:51 UTC na pograniczu Węgier i Rumunii. Zakończenie zaćmienia nastąpiło o 12:09 UTC, nad Zatoką Bengalską.
W Polsce było to bardzo głębokie zaćmienie częściowe. W rejonach południowych kraju Księżyc zasłonił 92% tarczy słonecznej, a w północnych 82%. Największą fazę zakrycia obserwowano w Boboszowie w Kotlinie Kłodzkiej (ok. 94%), w rejonie Wielkiej Raczy w Beskidzie Żywieckim oraz w masywie Wołowca, w Tatrach Zachodnich (ok. 93,5%).
Następne całkowite zaćmienie Słońca widoczne w kontynentalnej Europie będzie 12 sierpnia 2026.